# Адем Яшари
Адем Яшари е един от основателите на Армия за освобождение на Косово, косово-албанска сепаратистка паравоенна организация бореща се за отцепването на Косово от Социалистическа федеративна република Югославия през 1990 г. и евентуалното му обединение с Велика Албания.
От 1991 г. Яшари участва в атаки срещу сръбската полиция, преди да замине за Албания, където получава военно обучение.
Арестуван през 1993 г., той е освободен с помощта на албанската армия и по-късно се завръща в Косово, където продължава с атаките си срещу югославските учреждения. През юли 1997 г. е задочно осъден за тероризъм от югославски съд. След няколко неуспешни опита да бъде заловен или убит, сръбската полиция организира акция над дома на Яшари в Преказ на 7 март 1998 г. В резултат на последвалата стрелба, са убити 58 члена от семейството на Яшари, включително той, неговата жена, брат и син. 
Определян за „бащата на АОК“, Яшари е определян за символ на косовската борба за независимост от етническите албанци. През 2008 г., след Декларация за независимост на Косово (2008), посмъртно е награден със званието „Герой на Косово“.
На негово име са кръстени Народния театър и Международното летище в Прищина, както и Олимпийския стадион в Митровица.

## Ранни години
Адем Шабан Яшари е роден на 28 ноември 1955 г. в село Преказ, в район Дреница на Социалистическа автономна област Косово. Произхождащ от косово-албански род на партизани, които са се борили с югославските сили десетилетия наред, той е бил възпитаван в духа на албанските военни истории и рядко е бил виждан без оръжие в ръце. Според британския журналист Тим Джуда, Яшари „е ненавиждал сърбите и въпреки че е един от най-ранните попълнения на АОК, той не се е ръководил от идеологически причини“. Друг източник отбелязва: „Той обичаше да се напива и да стреля по сърбите“.

## Партизанска дейност
Дреница е хълмист район в централната част на Косово, обитавана единствено и само от косовски албанци. Преди Косовската война, правителството на Югославия е определял района за „люлката на албанския тероризъм“. Яшари е бил необразован земеделец. Той е участвал във въоръжените въстания срещу сръбските власти, които са избухнали в района през 1991 г. (когато все още Югославия не се е била разпаднала). През този период се е създала първата албанска организация призоваваща за независимост – Армия за освобождение на Косово.
От 1991 г. до 1992 г., Яшари и още около 100 етнически албанци желаещи да се борят за независимо Косово преминават военно обучение в община Лабинот-Мал в Албания. След това Яшари и други етнически албанци извършват редица терористични акции срещу сръбския административен апарат в Косово. В опит да го залови или убие сръбската полиция загражда Яшари и неговия по-голям брат Хамез, в техния дом в Преказ на 30 декември 1991 г. В резултат на последвалата обсада, голям брой етнически албанци се струпват в Преказ, принуждавайки полицията да напусне селото.
Докато се намира в Албания през 1993 г. е арестуван от правителството на Сали Бериша и е пратен в затвор в Тирана, преди да бъде освободен заедно с други косовски бойци по нареждане на албанската армия. Докато югославските власти определят Преказ като област в „безизходно положение“, Яшари организира няколко атаки през следващите няколко години. Тези атаки насочват полицията и армията на Югославия в Косово. Яшари е осъден задочно за тероризъм от югославски съд на 11 юли 1997 г. Правозащитната организация „Хюман Райтс Уоч“ впоследствие описва процеса, в който са осъдени и четиринайсет други косовски албанци като „несъответствие с международните стандарти“. Издирвайки Адем Яшари за убийството на сръбски полицай, югославските сили отново правят опит да го заловят в Преказ на 22 януари 1998 г. Без той да се намира там хиляди албанци отново пристигат в Преказ и отново успяват да отблъснат силите за сигурност и те напускат Преказ и околността му. Следващият месец малък отряд от АОК нападат от засада сръбски полицаи. Четирима сърби са убити, а двама ранени при последвалия сблъсък. Призори на 5 март 1998 г. АОК организира атака срещу полицейски патрул в Преказ.

## Смърт
В отговор на тази атака югославските сили организират реваншистка мисия, включваща танкове, БТР-и и хеликоптери. Били са подкрепяни и от артилерия в близката фабрика за муниции. С намерението „да елиминират заподозрените и техните семейства“, полицията атакува села крепости на АОК, в това число Ликошане и Чирез. Хюман Райтс Уоч отбелязва че „специалните части са атакували без предупреждение, стреляли са безразборно срещу жени, деца и невъоръжени хора“. Членовата на АОК и семействата им впоследствие бягат в къщата на Яшари. Там полицията подканва Яшари да се предаде, давайки му срок от 2 часа за отговор. През този период голяма част от хората успяват да избягат от къщата. Яшари отказва да се предаде, нареждайки на членовете на семейството си да стоят в къщата а на бойците си да се бият до смърт.
След изтичането на двата часа двете групи започват престрелка. В една от стаите, където са повечето членове от семейството на Яшари, влетява снаряд през покрива причинявайки смъртта на много хора. След 2 – 3 дни обсада полицията нахлува в къщата. Вътре намират телата на убития Адем Яшари и неговия брат Хамез. Също така убити били съпругата му Адилдже и неговият 13-годишен син Куштрим. Общо около 58 косовски албанеца били убити, в това число 18 жени и 10 деца под 16 години. Горан Радославлевич, майор в сръбското МВР съобщава че „Яшари е използвал жените, децата и възрастните хора, като заложници“. Говорейки за акцията югославския генерал Небойша Павкович казва че „това е нормална полицейска акция срещу добре известен престъпник. Акцията е успешна“. Единственият оцелял от акцията е Бесарта Яшари, единайсетгодишната тогава дъщеря на Хамез Яшари. Тя заявява „че полицията я е заплашвала с нож и е заповядано да каже че нейният чичо Адем Яшари е убил всеки, който е искал да се предаде“.

## Последици
Смъртта на Яшари и семейството му довеждат до негативни международни реакции срещу Югославия. Бързо разпространилата се вест за смъртта му, кара хиляди албанци да търсят мъст и се присъединяват към АОК.
След атаката на 7 март 1998 г. 46 тела са взети от моргата в Прищина, ден преди да бъдат върнати в Скендерай. Те са скрити в склад в покрайнините на града. Направени снимки показват че Яшари е получил рана от куршум във врата. На 09.03. полицията заявява че ще погребе телата на убитите ако членове на семейството не направят това. На следващия ден полицията изкопава голям гроб близо до Долни Преказ и погребва 56 тела и още десет неиндетифицирани тела. На 11 март телата са изровени от близки на убитите и препогребани по ислямските канони, в поле известно като „полето на мира“.

## Наследство
Наричан „Легендарният командир“, Адем Яшари е считан от албанците за „бащата на АОК“. Негови портрети носейки автомат, украсяват домовете на много етнически албанци. Считан за символ на борбата за независимост на Косово, годишнината от смъртта му ежегодно се чества в Косово, а домът му в Преказ е превърнато в място за поклонения. Мястото където той и семейството му са погребани се превърнало в място за поклонение за косоварите, а някои местни автори дори го сравняват с албанския национален герой Скендербег, също така и с албанските въстаници от миналото. След като през 2008 г. Косово, обявява независимост посмъртно е награден с ордена „Герой на Косово“, заради неговата роля в Косовската война. Футболният стадион в Митровица, Народният театър и Международното летище в Прищина носят неговото име.

### Книги
- Bartrop, Paul. A Biographical Encyclopedia of Contemporary Genocide.   Santa Barbara, California, ABC-CLIO, 2012. ISBN 978-0-313-38679-4.
- Carmichael, Cathie. Demise of Communist Yugoslavia //  The Oxford Handbook of Postwar European History.   Oxford, Oxford University Press, 2012. ISBN 978-0-19-956098-1.
- Elsie, Robert. Historical Dictionary of Kosovo.   Lanham, Maryland, Rowman & Littlefield, 2011. ISBN 978-0-8108-7483-1.
- Elsie, Robert. A Biographical Dictionary of Albanian History.   New York, I.B. Tauris, 2012. ISBN 978-1-78076-431-3.
- Henriksen, Dag. NATO's Gamble: Combining Diplomacy and Airpower in the Kosovo Crisis, 1998 – 1999.   Annapolis, Maryland, Naval Institute Press, 2007. ISBN 978-1-59114-358-1.
- Human Rights Watch. Humanitarian Law Violations in Kosovo.   New York, Human Rights Watch, 1998. ISBN 978-1-56432-194-7.
- Judah, Tim. The Serbs: History, Myth and the Destruction of Yugoslavia. 2nd.   New Haven, Connecticut, Yale University Press, 2000, [1997]. ISBN 978-0-300-08507-5.
- Judah, Tim. Kosovo: War and Revenge.   New Haven, Connecticut, Yale University Press, 2002. ISBN 978-0-300-09725-2.
- Judah, Tim. Kosovo: What Everyone Needs to Know.   New York, Oxford University Press, 2008. ISBN 978-0-19-974103-8.
- Events and Sites of Difference: Marking Self and Other in Kosovo //  Media Discourse and the Yugoslav Conflicts: Representations of Self and Other.   Farnham, England, Ashgate Publishing, 2009. ISBN 978-1-4094-9164-4.
- O'Neill, William G. Kosovo: An Unfinished Peace.   Boulder, Colorado, Lynne Rienner Publishers, 2002. ISBN 978-1-58826-021-5.
- Perritt, Henry H. The Road to Independence for Kosovo: A Chronicle of the Ahtisaari Plan.   New York, Cambridge University Press, 2010. ISBN 978-0-521-11624-4.
- Petersen, Roger D. Western Intervention in the Balkans: The Strategic Use of Emotion in Conflict.   New York, Cambridge University Press, 2011. ISBN 978-1-139-50330-3.
- Pettifer, James. Kosova Express: A Journey in Wartime.   Madison, Wisconsin, University of Wisconsin Press, 2005. ISBN 978-0-299-20444-0.
- Pettifer, James, Vickers, Miranda. The Albanian Question: Reshaping the Balkans.   New York, I.B. Tauris, 2007. ISBN 978-1-86064-974-5.
- Philips, David L. Liberating Kosovo: Coercive Diplomacy and U.S. Intervention.   Cambridge, Massachusetts, MIT Press, 2012. ISBN 978-0-262-30512-9.
- Watson, Paul. Where War Lives.   Toronto, McCleland & Stewart, 2009. ISBN 978-1-55199-284-6.

### Уебсайтове
- Behind the Kosovo crisis //   BBC, 12 март 2000.
- Kosovo footballers draw with Haiti in Mitrovica debut //   BBC, 5 март 2014.

|  | Тази страница частично или изцяло представлява превод на страницата Adem Jashari в Уикипедия на английски. Оригиналният текст, както и този превод, са защитени от Лиценза „Криейтив Комънс – Признание – Споделяне на споделеното“, а за съдържание, създадено преди юни 2009 година – от Лиценза за свободна документация на ГНУ. Прегледайте историята на редакциите на оригиналната страница, както и на преводната страница, за да видите списъка на съавторите. ВАЖНО: Този шаблон се отнася единствено до авторските права върху съдържанието на статията. Добавянето му не отменя изискването да се посочват конкретни източници на твърденията, които да бъдат благонадеждни. |